# Tamigalesus munnaricus
Tamigalesus munnaricus is een spinnensoort in de taxonomische indeling van de springspinnen (Salticidae).
Het dier behoort tot het geslacht Tamigalesus. De wetenschappelijke naam van de soort werd voor het eerst geldig gepubliceerd in 1988 door Marek Żabka.